# Herb Leona XII

Herb papieski Leona XII

Herb papieski Leona XII był oficjalnym herbem Stolicy Apostolskiej w okresie jego pontyfikatu (1823-1829).

## Opis herbu
Na panoplium, składającym się z dwóch skrzyżowanych w skos kluczy św. Piotra, skierowanych piórami na zewnątrz i ku górze, gdzie jeden jest srebrny, a drugi złoty, tarcza heraldyczna, zbliżona w kształcie do tarczy typu angielskiego. Ponad tarczą znajduje się tiara papieska. W błękitnym polu tarczy umieszczony jest złoty orzeł z koroną.